# باول كيركهام
باول كيركهام (بالإنجليزية: Paul Kirkham)‏ (5 يوليو 1969 في المملكة المتحدة - ) هو لاعب كرة قدم بريطاني في مركز الهجوم. لعب مع مانشستر يونايتد ونادي هايد إف سي وهدرسفيلد تاون وووترفورد يونايتد وأشتون يونايتد ونادي ويتون ألبيون وMossley A.F.C. ‏ وTrafford F.C. ‏ وWarrington Town F.C. ‏ ونادي ستاليبريدج سيلتيك وFlixton F.C. ‏.